# Euphorbia origanoides
Euphorbia origanoides (tiếng Anh thường gọi là Ascension Spurge) là một loài thực vật thuộc họ Euphorbiaceae. Đây là loài đặc hữu của đảo Ascension a dependency of the UK overseas territory của Saint Helena. Môi trường sống tự nhiên của chúng là thảm thực vật di thực. Chúng hiện đang bị đe dọa vì mất môi trường sống.